# Bühne (Kalbe)
Bühne ist ein Ortsteil der Ortschaft und Stadt Kalbe (Milde) im Altmarkkreis Salzwedel in Sachsen-Anhalt.

## Geographie
Bühne, ein Straßendorf mit Kirche, liegt zwischen Salzwedel und Kalbe (Milde) in der Altmark, etwa fünf Kilometer nordwestlich von Kalbe (Milde) auf einen Landrücken, der sich in eine moorige Niederung hineinstreckt. Im Westen und Süden des Dorfes fließt die Untere Milde.
Im Südosten des Orts befindet sich eine ausgedehnte Kiesgrube, in deren stillgelegten Abschnitt sich ein neues Biotop gebildet hat, das als flächenhaftes Naturdenkmal geschützt wurde. Auf der Bühner Feldmark liegt die Wasserscheide zwischen Mildetal und Augraben.

## Geschichte

### Mittelalter bis Neuzeit
Das Dorf Bühne wird 1324 erstmals als Bune erwähnt, als Hans und Heinecke von Kröcher das Schloss Kalbe mit den zugehörigen Dörfern an Albrecht von Alvensleben verkaufen. Weitere Nennungen sind 1361 villa dicta Büne, 1687 Büehne, 1541 Bune und 1804 Bühne, ein Dorf mit zwei Freihöfen.
Die angesehene Ratsfamilie Büne in Stendal nannte sich nach dem Ort.
Bei der Bodenreform wurde 1945 ermittelt: 18 Besitzungen unter 100 Hektar haben zusammen 682 Hektar. Der Kirchengemeinde gehören 70 Hektar, die Gemeinde hat 0,2 Hektar. Im Jahre 1946 wurden aus freiwilliger Landabgabe 6,6 Hektar auf zwei Siedler aufgeteilt. In 1948 gab es aus der Bodenreform 10 Erwerber, davon einen Neusiedler. Im Jahre 1953 entstand die erste Landwirtschaftliche Produktionsgenossenschaft vom Typ III, die LPG „Klement Gottwald“.

### Herkunft des Ortsnamens
Möglicherweise bezieht sich der Ortsname auf den Begriff Buhne. Franz Mertens vermutet als Wortstamm bunna in der Bedeutung für Fischwehr oder Damm.

### Eingemeindungen
Ursprünglich gehörte das Dorf zum Arendseeischen Kreis der Mark Brandenburg in der Altmark. Zwischen 1807 und 1813 lag der Ort im Kanton Kalbe auf dem Territorium des napoleonischen Königreichs Westphalen. Nach weiteren Änderungen gehörte die Gemeinde ab 1816 zum Landkreis Salzwedel.
Am 15. Juni 1950 wurde die Gemeinde Bühne in den Landkreis Gardelegen umgegliedert. Am 25. Juli 1952 wurde sie dem Kreis Kalbe (Milde) zugeordnet. Am 23. Mai 1973 wurde die Gemeinde Bühne in die Stadt Kalbe (Milde) eingemeindet.

### Einwohnerentwicklung
| Jahr | Einwohner |
| ---- | --------- |
| 1734 | 088       |
| 1774 | 063       |
| 1789 | 076       |
| 1798 | 109       |
| 1801 | 111       |
| 1818 | 112       |
| 1840 | 137       |
| 1864 | 149       |

| Jahr | Einwohner |
| ---- | --------- |
| 1871 | 147       |
| 1885 | 147       |
| 1892 | [00]134   |
| 1895 | 138       |
| 1900 | [00]129   |
| 1905 | 141       |
| 1910 | [00]135   |
| 1925 | 168       |

| Jahr | Einwohner |
| ---- | --------- |
| 1939 | 166       |
| 1946 | 252       |
| 1964 | 188       |
| 1971 | 161       |
| 2015 | 101       |
| 2016 | 097       |
| 2017 | 098       |
| 2018 | 104       |

| Jahr | Einwohner |
| ---- | --------- |
| 2020 | [00]097   |
| 2021 | [00]100   |
| 2022 | [0]90     |
| 2023 | [0]91     |

Quelle, wenn nicht angegeben, bis 1971 und 2015 bis 2018

## Religion
Die evangelische Kirchengemeinde Bühne, die früher zur Pfarrei Güssefeld gehörte, wird heute betreut vom Pfarrbereich Kalbe-Kakerbeck im Kirchenkreis Salzwedel im Bischofssprengel Magdeburg der Evangelischen Kirche in Mitteldeutschland. Die ältesten überlieferten Kirchenbücher für Güssefeld stammen aus dem Jahre 1616.
Die katholischen Christen gehören zur Pfarrei St. Hildegard in Gardelegen im Dekanat Stendal im Bistum Magdeburg.

## Kultur und Sehenswürdigkeiten
Die evangelische Dorfkirche Bühne, ein vierteiliger spätromanischer Feldsteinbau, war eine Filialkirche von Güssefeld. Von den ursprünglichen Öffnungen sind nur noch die zwei südlichen Rundbogenportale und zwei Schiffsfenster an der Nord- und Südseite vorhanden. Die Westempore stammt von 1675.

## Sage aus Bühne

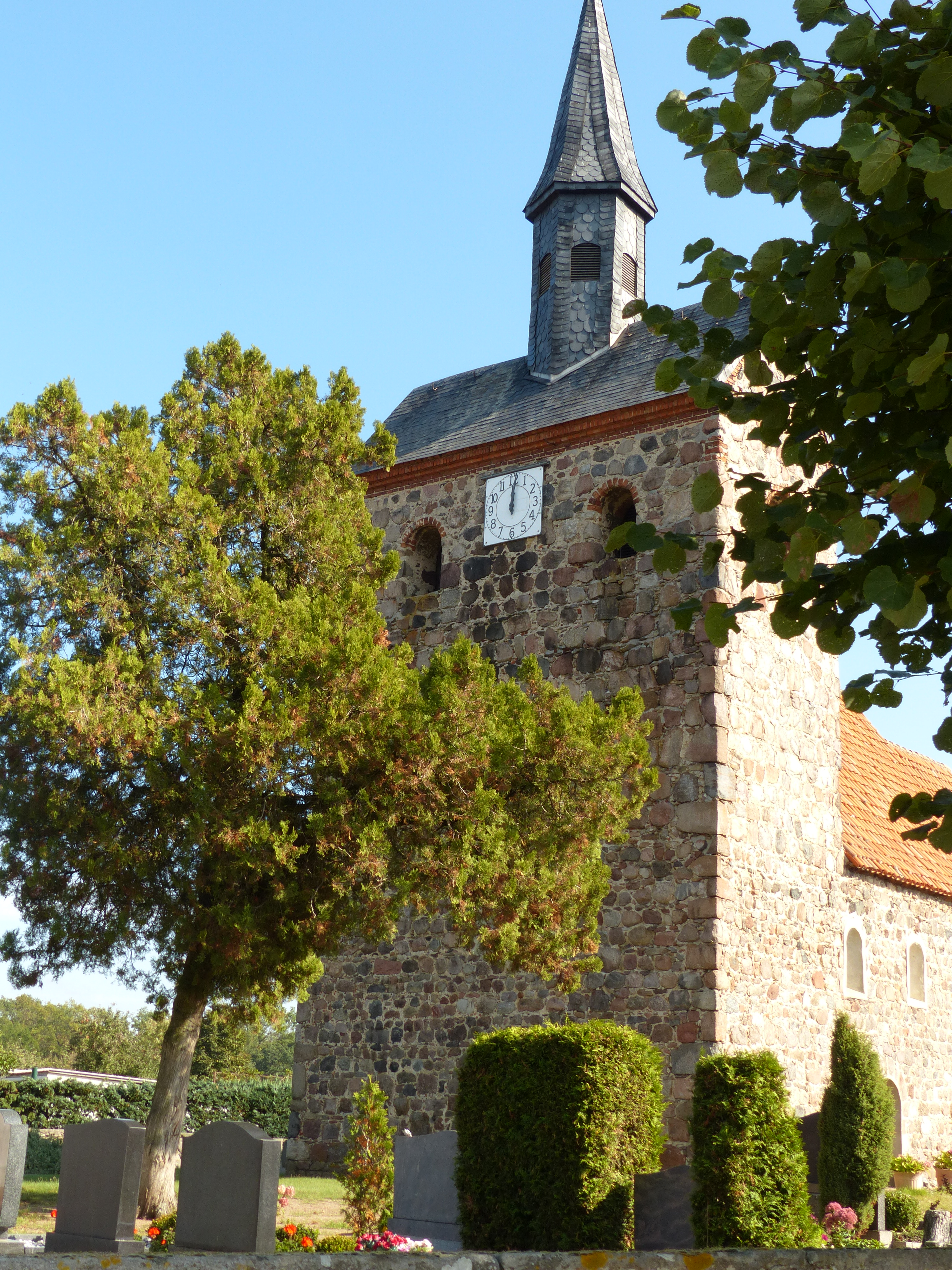
Kirchturm in Bühne

Um den Kirchturm von Bühne rankt sich eine Sage.
Das Mauerwerk über dem Boden beginnt mit großen Feldsteinen, darauf folgen bis zur Mitte des Turmes kleinere Feldsteine. Von der Mitte an nach oben bilden wieder große Feldsteine das Baumaterial.
Der Lehrer Bartels überlieferte 1908 die „Sage von dem Kirchturm zu Bühne“ aus dem Volksmund. Man holte Steine aus der Feldmark zusammen und ließ dabei unhandliche große Feldsteine liegen. Als der Turm zur Hälfte fertig war, ging der Steinvorrat zu Ende. Die Männer gaben den Bau auf. Die Frauen hielten eine Versammlung ab und beschlossen weiter zu bauen. Sie holten die großen Feldsteine und mauerten den Turm fertig. Während des Baues mussten die Männer zur Strafe die Wirtschaft führen, was ihnen wenig gefallen haben soll.
Hanns H. F. Schmidt erzählte 1994 die Sage etwas plausibler: Zunächst begannen die Männer mit großen Steinen den Bau. Sie kündigten dann allerdings die schwere Arbeit auf. Das wollten die Frauen von Bühne nicht einfach hinnehmen. Sie übergaben ihren Männern die Hausarbeit und brachten die Mauern der Kirche mit kleineren Steinen weiter in die Höhe. Diesen Triumph wollten die Männer ihren Frauen nicht überlassen. Sie suchten wieder große Steine aus der Feldmark und vollendeten das Bauwerk.
Die Sage ähnelt der Sage „Die fleißigen Frauen zu Bretsch“.